# جوئل لینچ
جوئل لینچ (انگلیسی: Joel Lynch؛ زادهٔ ۳ اکتبر ۱۹۸۷) یک بازیکن فوتبال اهل بریتانیا است.